# Теодосія (Міссурі)
Теодосія (англ. Theodosia) — селище (англ. village) в США, в окрузі Озарк штату Міссурі. Населення — 188 осіб (2020).

## Географія
Теодосія розташована за координатами 36°34′49″ пн. ш. 92°39′46″ зх. д. / 36.58028° пн. ш. 92.66278° зх. д. (36.580333, -92.662789).  За даними Бюро перепису населення США в 2010 році селище мало площу 4,08 км², з яких 3,55 км² — суходіл та 0,53 км² — водойми.

## Демографія
Згідно з переписом 2010 року, у селищі мешкали 243 особи в 122 домогосподарствах у складі 68 родин. Густота населення становила 60 осіб/км².  Було 226 помешкань (55/км²).
Расовий склад населення:
| - 97,9 % — білих |

До двох чи більше рас належало 2,1 %. Частка іспаномовних становила 0,4 % від усіх жителів.
За віковим діапазоном населення розподілялося таким чином: 17,7 % — особи молодші 18 років, 47,3 % — особи у віці 18—64 років, 35,0 % — особи у віці 65 років та старші. Медіана віку мешканця становила 54,9 року. На 100 осіб жіночої статі у селищі припадало 104,2 чоловіків;  на 100 жінок у віці від 18 років та старших — 96,1 чоловіків також старших 18 років.
Середній дохід на одне домашнє господарство  становив 35 569 доларів США (медіана — 26 607), а середній дохід на одну сім'ю — 43 787 доларів (медіана — 43 214). Медіана доходів становила 17 159 доларів для чоловіків та 51 250 доларів для жінок. За межею бідності перебувало 29,4 % осіб, у тому числі 69,7 % дітей у віці до 18 років та 3,6 % осіб у віці 65 років та старших.
Цивільне працевлаштоване населення становило 78 осіб. Основні галузі зайнятості: мистецтво, розваги та відпочинок — 42,3 %, освіта, охорона здоров'я та соціальна допомога — 21,8 %, будівництво — 12,8 %, роздрібна торгівля — 10,3 %.